# Burchard Ier de Lyon
Burchard Ier (né vers 923 - mort en ca. 957) est archevêque de Lyon du milieu du Xe siècle.

## Biographie
Fils du roi Rodolphe II de Bourgogne, et de Berthe de Souabe, il étudie à l'abbaye de Tournus, puis est élu archevêque grâce à l'autorité de son père, qui souhaite renforcer le pouvoir de l'Église lyonnaise face aux féodaux locaux. Ainsi, après la disparition d'Hugues le Noir, comte de Lyon, Burchard obtient qu'aucun autre membre de la famille ne soit plus nommé comte.
Il est également le frère du roi Conrad le Pacifique et de l'impératrice Adélaïde de Bourgogne, épouse de l'empereur Otton Ier du Saint-Empire. Il a comme neveu Burchard II.
Archevêque de Lyon de 949 à 957, certainement nommé par le roi (son frère Conrad), il restaure la puissance du monastère de Savigny, que les Hungres avaient incendié avec tous les actes de propriété, en accordant à ses moines le droit d'élire eux-mêmes leur abbé. Il se réserve seulement le droit de confirmation et de consécration, qu'il applique en 949 et 956.
Il réunit un synode à Lyon en 949.
Il semble mourir ca. 957.